# 原城站

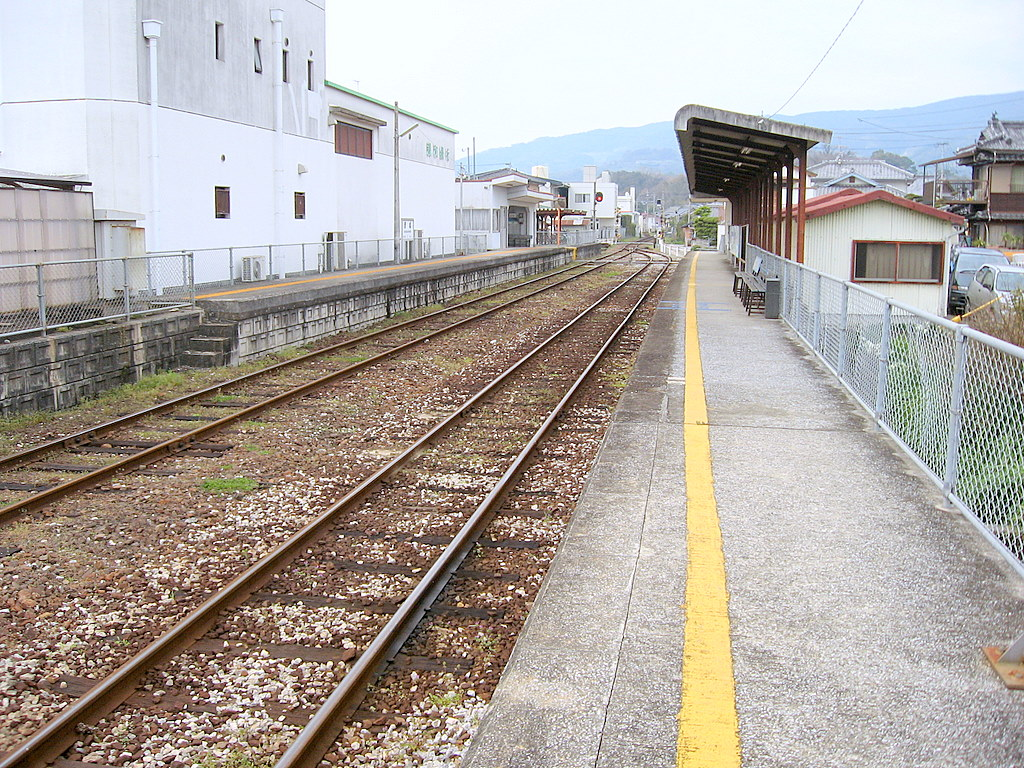
月台（2007年3月）

原城站（日语：／ Harajō eki */?）是位於長崎縣南島原市南有馬町大江，島原鐵道島原鐵道線的已停用車站。

## 歷史
- 1926年（大正15年）7月2日 - 口之津鐵道南有馬站（日语：／）啟用[1]。當初為終點站。
- 1928年（昭和3年）3月1日 - 鐵路延伸至加津佐站[2]，成為中途車站。
- 1943年（昭和18年）7月1日 - 公司合併，成為島原鐵道車站。
- 1962年（昭和37年）10月 - 在當地的要求下，車站改名為原城站[3]。
- 1966年（昭和41年）2月1日 - 成為業務委託車站。
- 1984年（昭和59年）10月1日 - 結束貨物業務。
- 1985年（昭和60年）10月31日 - 新車站大樓竣工[4]。
- 2000年（平成12年）7月1日 - 成為無人車站[5]。
- 2008年（平成20年）4月1日 - 隨著島原外港站至加津佐站之間廢止，此站也永久停用。

## 車站構造
此站是地面車站，設有2面2線的相對式月台。此站設有混凝土製的車站大樓。此站是無人車站。

## 車站周邊
車站附近設有原城蹟。
- 南島原市立南有馬小學（日语：南島原市立南有馬小学校）
- 南島原市立南有馬中學（日语：南島原市立南有馬中学校）
- 南島原市 南有馬綜合分所（舊・南有馬町公所）
- 南有馬郵局
- 親和銀行 南有馬分店
- 國道251號（日语：国道251号）

## 使用狀況
在此站最後的一個營業年度（2007年度），一年總乘車人次為27,250人，下車人次為25,691人。
以下為一年總乘車人次和下車人次變化。
| 年度               | 一年總 乘車人次 | 一年總 下車人次 |
| ------------------ | --------------- | --------------- |
| 1997年（平成09年） | 30,253          | 28,201          |
| 1998年（平成10年） | 24,915          | 23,403          |
| 1999年（平成11年） | 22,659          | 20,176          |
| 2000年（平成12年） | 46,447          | 46,119          |
| 2001年（平成13年） | 27,308          | 26,401          |
| 2002年（平成14年） | 23,582          | 22,042          |
| 2003年（平成15年） | 24,558          | 22,759          |
| 2004年（平成16年） | 23,664          | 21,795          |
| 2005年（平成17年） | 23,828          | 22,135          |
| 2006年（平成18年） | 25,517          | 23,324          |
| 2007年（平成19年） | 27,250          | 25,691          |

## 相鄰車站
島原鐵道
島原鐵道線
浦田觀音－原城－有馬吉川

## 注腳
1. ↑  「地方鉄道運輸開始」『官報』1926年7月8日（國立國會圖書館數碼化收藏）
2. ↑  「地方鉄道運輸開始」『官報』1928年3月10日（國立國會圖書館數碼化收藏）
3. ↑  《島原鐵道100年史》島原鐵道，2008年，122頁
4. ↑  《島原鐵道100年史》島原鐵道，2008年，140頁
5. ↑  《島原鐵道100年史》島原鐵道，2008年，145頁
6. ↑  第56版（平成21年）長崎統計年鑑 （页面存档备份，存于）（日語） - 長崎縣
7. ↑  長崎縣統計年鑑  （页面存档备份，存于）（日語）